# Murina eleryi
Murina eleryi — вид ссавців родини лиликових. 

## Опис
Невеликих розмірів, з довжиною передпліччя між 27,7 і 31,3 мм, довжина хвоста між 26,5 і 31,7 мм, довжина стопи між 5,6 і 7,7 мм, в Довжина вуха між 11,5 і 13,3 мм і вагою до 5,5 гр.
Шерсть довга і простягається на лікті й коліна. Спинна частина мідно-червона з основою волосся темно-коричневого кольору і посипана довгим золотистим волоссям, в той час як черевна частина кремово-біла з основою волосся чорнуватою, стегна і груди світло-коричневого кольору. Морда вузька, видовжена, з ніздрями, що виступають. Очі дуже малі. Вуха округлі, добре розділені один від одного. Козелки довгі й конічні, з переднім краєм майже прямим. Крила прикріплені до задньої частини основи великого пальця. Лапи маленькі і покриті волосками. Хвіст довгий.

## Проживання, поведінка
Цей вид поширений в північному і центральному В'єтнамі та Лаосі, в найпівденнішій частині китайських провінціях Гуансі і Гуйчжоу, в північно-західному Таїланді й Центральній і Східній Камбоджі. Він живе в сухих вічнозелених лісах між 250 і 2550 метрів над рівнем моря.
Харчується комахами. Дві годуючі самиці були захоплені в травні.